# 播磨臨海地域道路
播磨臨海地域道路（はりまりんかいちいきどうろ）は、神戸市西区の明石西JCT (仮称) から加古郡稲美町、播磨町、加古川市、高砂市を経由して兵庫県姫路市の広畑IC (仮称) に至る現在計画中の高規格道路である。なお、終点側は同県揖保郡太子町まで、起点側も神戸市西区内で延伸する構想がある。

## 概要
播磨臨海地域は播磨地域の瀬戸内海に面する4市3町（姫路市、高砂市、加古川市、明石市、播磨町、稲美町、太子町）で構成される地域で、沿岸部は臨海工業地帯である。地域の東西方向の幹線道路として、国道2号及びそのバイパス（加古川バイパス、姫路バイパス）、国道250号（明姫幹線）、兵庫県道718号明石高砂線（旧・浜国道）があるが、いずれも交通容量を超過しており、慢性的な交通渋滞の発生、兵庫県内平均の約2倍以上の死傷事故率などが問題となっている。また、洪水および南海トラフ巨大地震による津波で一部の主要幹線道路の浸水による通行止めが懸念されるほか、臨海部は液状化危険度が極めて高い地域が広がっているため、災害時に機能する道路ネットワークの確保が求められている。これらの課題を解決するため、東西方向の道路ネットワークの機能強化として検討されている。

### 路線データ
- 車線数: 4車線
- 最高速度: 80 km/h

## ルート案
神戸市西区から播磨臨海地域を連絡し、揖保郡太子町に至る延長約50kmのうち、2016年5月に「当面、都市計画と環境アセスメント手続きを進める区間」として第二神明道路から姫路市広畑までの約35kmと優先区間（第二神明～明姫幹線、高砂～飾磨バイパス、飾磨バイパス～広畑）が設定された。2017年3月から計画段階評価（概略ルート・構造の検討）が行われている。2020年6月の委員会において、加古川バイパス明石西ランプ～加古川東ランプ間に加古川ジャンクション（仮称）を設け、そこから加古川市内の市街化調整区域及び住宅密集地と企業密集地の間の空間を抜けて姫路市に至る「内陸・加古川ルート」を採用することを確認した。2023年に播磨臨海地域道路の都市計画素案の概要が公表された。

## インターチェンジなど
- IC番号欄の背景色が■である部分については道路が供用済みの区間を示している。また、施設名欄の背景色が■である部分は施設が供用されていない、または完成していないことを示す。未開通のIC/JCT名は仮称。
- 既に発表されている計画路線に設置されるIC/JCTのみ記載する。

| IC番号                                       | 施設名     | 接続路線名                    | 起点から (km) | 備考                                                                                                 | 所在地       |
| -------------------------------------------- | ---------- | ----------------------------- | ------------- | --- | ------------ |
| 第二神明道路北線 永井谷・垂水方面 (構想区間) |            |                               |               | |              |
| -                                            | 明石西JCT  | E93 第二神明道路              |               | 第二神明道路 大久保IC - 明石西IC間に新設 神戸方面のみ接続                                            | 神戸市西区   |
| -                                            | 稲美IC     | 兵庫県道84号宗佐土山線        |               | 東西両方向に対応                                                                                     | 加古郡稲美町 |
| -                                            | 加古川JCT  | 加古川バイパス                |               | 加古川バイパス 明石西IC - 加古川東ランプ間に新設 東西両方向に対応 加古川バイパスの姫路方面のみに接続 | 加古川市     |
| -                                            | 平岡播磨IC | 明姫幹線                      |               | 東西両方向に対応                                                                                     | 加古川市     |
| -                                            | 別府IC     | 加古川市道加古川別府港線      |               | 神戸方面のみ対応                                                                                     | 加古川市     |
| -                                            | 尾上IC     | 加古川市道金沢町1号線         |               | 姫路方面のみ対応                                                                                     | 加古川市     |
| -                                            | 高砂東IC   | 高砂市道神浜・荒井幹線        |               | 神戸方面のみ対応                                                                                     | 高砂市       |
| -                                            | 高砂西IC   | 高砂市道荒井193号線           |               | 姫路方面のみ対応                                                                                     | 高砂市       |
| -                                            | 伊保IC     | 臨港道路曽根臨港線            |               | 神戸方面のみ対応                                                                                     | 高砂市       |
| -                                            | 大塩IC     | 高砂市道大塩109号線           |               | 姫路方面のみ対応                                                                                     | 姫路市       |
| -                                            | 姫路南JCT  | 播磨臨海地域道路支線          |               | | 姫路市       |
| -                                            | 姫路JCT    | 姫路バイパス E95 播但連絡道路 |               | 支線                                                                                                 | 姫路市       |
| -                                            | 白浜北IC   | 姫路市道幹第55号線            |               | 神戸方面のみ対応                                                                                     | 姫路市       |
| -                                            | 白浜IC     | 姫路市道幹第53号線            |               | 姫路方面のみ対応                                                                                     | 姫路市       |
| -                                            | 飾磨IC     | 姫路市道幹第69号線            |               | 東西両方向に対応                                                                                     | 姫路市       |
| -                                            | 飾磨西IC   | 臨港道路姫路飾磨線            |               | 東西両方向に対応                                                                                     | 姫路市       |
| -                                            | 広畑IC     | 姫路市道広畑205号線           |               | 神戸方面のみ対応                                                                                     | 姫路市       |
| 太子竜野バイパス 太子上太田方面 (構想区間)   |            |                               |               | |              |

- 上記の計画路線以外に、明石西JCTから神戸西バイパス (第二神明道路北線) に接続する路線、広畑ICから太子竜野バイパスに接続する路線が構想されている。